# Trần Quang Hiếu
Trần Quang Hiếu (1938-1985) là một nghệ sĩ Việt Nam. Ông học ở Pháp và trong được coi là một trong những nghệ sĩ trẻ tiếp tục truyền thống của École des Beaux-Arts de l'Indochine (1925-1945) trong thập niên 1960.

## Hình ảnh